# Municipio de Bass Little
El municipio de Bass Little (en inglés: Bass Little Township) es un municipio ubicado en el condado de Sebastian en el estado estadounidense de Arkansas. En el año 2010 tenía una población de 2285 habitantes y una densidad poblacional de 62,06 personas por km².

## Geografía
El municipio de Bass Little se encuentra ubicado en las coordenadas 35°12′18″N 94°19′27″O / 35.20500, -94.32417. Según la Oficina del Censo de los Estados Unidos, el municipio tiene una superficie total de 36,82 km², de la cual 36,3 km² corresponden a tierra firme y (1,41 %) 0,52 km² es agua.

## Demografía
Según el censo de 2010, había 2285 personas residiendo en el municipio de Bass Little. La densidad de población era de 62,06 hab./km². De los 2285 habitantes, el municipio de Bass Little estaba compuesto por el 95,05 % blancos, el 0,09 % eran afroamericanos, el 2,1 % eran amerindios, el 0,31 % eran asiáticos, el 0,66 % eran de otras razas y el 1,79 % eran de una mezcla de razas. Del total de la población el 3,06 % eran hispanos o latinos de cualquier raza.